# Općina Bogdanci
Općina Bogdanci (makedonski: Општина Богданци) je jedna od 80 općina Sjeverne Makedonije koja se prostire na jugoistoku Sjeverne Makedonije. 
Upravno sjedište ove općine je grad Bogdanci.

## Zemljopisne osobine
Općina Bogdanci leži u istočnom dijelu Gevgelijsko - valandovske kotline, u dolini Bojmija. 
Općina Bogdanci graniči s Grčkom na jugu, te s Općinom Valandovo na sjeveru, s Općinom Dojran na istoku, te s Općinom Gevgelija na zapadu.
Ukupna površina Općine Bogdanci je 114,54 km².

## Stanovništvo
Općina Bogdanci  ima   8 707 stanovnika. Po popisu stanovnika iz 2002. nacionalni sastav stanovnika u općini bio je sljedeći;

## Naselja u Općini Bogdanci
Ukupni broj naselja u općini je 4, od kojih su 3 sela i jedan grad Bogdanci.

## Pogledajte i ovo
- Grad Bogdanci
- Sjeverna Makedonija
- Općine Sjeverne Makedonije

## Vanjske poveznice
- Službene stranice (mak.)
- Općina Bogdanci na stranicama Discover Macedonia